# Leptochilus gemmeus
Leptochilus gemmeus är en stekelart som först beskrevs av Giordani Soika 1941.  Leptochilus gemmeus ingår i släktet Leptochilus och familjen Eumenidae. Inga underarter finns listade i Catalogue of Life.